# Herbert Spencer
Herbert Spencer, född 27 april 1820 i Derby, död 8 december 1903 i Brighton, var en brittisk polyhistor, vars intresseområden omfattade filosofi, biologi, antropologi, sociologi, politisk teori, etik och religion. Han var redaktör för tidskriften The Economist från år 1848.
Under sin livstid uppnådde Spencer enorm auktoritet, huvudsakligen inom den engelsktalande akademin. Peter Richards skriver: "Den ende andre engelske filosof som uppnådde i närheten lika stor popularitet var Bertrand Russell och det var under 1900-talet." Spencer var "den enskilt mest välkände europeiske tänkaren under 1800-talets sista decennier", men hans inflytande minskade kraftigt efter 1900: "Vem läser Spencer nuförtiden?" frågade Talcott Parsons redan år 1937. Spencer kan betraktas som den sista kvarlevan av 1800-talets klassiska liberalism, vilken under 1900-talet på många håll i världen förlorade mark till massrörelser som fascism, nationalism, socialism och kommunism.

## Politisk åsikt
Spencer omnämns ibland som upphovsman till socialdarwinismen och var den som myntade uttrycket "survival of the fittest" – en idé som kom att upptas av de fascistiska rörelserna under 1900-talet. Spencer själv ville dock att människan och samhället skulle utvecklas spontant och fritt (se begreppet spontan ordning). Han var en skarp motståndare till krigföring och kolonialism och försökte bland annat organisera en Anti-Aggression League mot brittisk imperialism. Spencer vände sig kraftfullt mot nationalism och militarism och hävdade att de innebar en "återbarbarisering" efter en kort gyllene epok med fred och frihandel i Europa.

## Utvecklingslära
Spencer menade att all utveckling går i cykler. Liksom rymdens solsystem och galaxer uppkommer, blomstrar och dör, kommer människornas samhällen att följa samma mönster. Denna tanke återfinns hos tänkare som Nietzsche och Spengler. Nietzsche var dock samtidigt starkt kritisk mot både den darwinistiska evolutionsteorin och Spencers utvecklingslära.
Året innan Darwins Om arternas uppkomst publicerades, utgav Spencer skriften Progress (1858) där han i stora drag framförde den utvecklingsteori, som senare redovisades i First Principles (1862) och A System of Synthetic Philosophy (1–10, 1862–1896).
Spencers teori går ut på att utvecklingen inom alla system har fyra kännetecken:
1. Koncentration – fastare sammanhang
2. Differentiation – mångfald och funktionsuppdelning
3. Determination – ökad samordning och ändamålsinriktning
4. Rörelsens avtagande – mindre rörlighet inom systemet

Dessa utvecklingskarakteristika fann han tillämpade inom såväl biologi och psykologi som sociologi och politik.